# Guerre russo-géorgienne
Pour les articles homonymes, voir Guerre d'Ossétie du Sud.
Notes
n1.  Les attaques durèrent à proprement parler jusqu'au 12 août. Le cessez-le-feu n'a pas été respecté à maintes reprises dans les mois suivants.
n2.  Les deux dernières régions sont en sécession de la Géorgie depuis le début des années 1990.
Conflit géorgien-ossète
Batailles
- Bataille de Tskhinvali
- Bataille de la Vallée de Kodori
- Bataille des côtes d'Abkhazie
- Raids sur Poti
- Prise de Gori
- Opération Assured Delivery

La guerre russo-géorgienne de 2008 (également connue sous le nom de seconde guerre d'Ossétie du Sud) est un conflit post-soviétique qui oppose en août 2008 la Géorgie à sa province séparatiste d'Ossétie du Sud et à la Russie. Le conflit s'est étendu à une autre province géorgienne séparatiste, l'Abkhazie.
Après plusieurs jours d'accrochages frontaliers entre la milice des séparatistes sud-ossètes, soutenue et formée par la Russie, et l'armée géorgienne, les hostilités commencent dans la nuit du 7 au 8 août 2008 par un assaut des troupes géorgiennes décidé par le président géorgien M. Saakachvili.
Se fondant sur le fait que la grande majorité des Ossètes du Sud ont un passeport russe, le président russe, Dmitri Medvedev, ordonne à ses troupes d'intervenir afin de protéger la population de l'Ossétie du Sud et de contraindre la Géorgie à la paix. Après quatre jours d'avancée rapide des forces russes et de bombardements sur plusieurs villes géorgiennes, Medvedev annonce que ces objectifs sont atteints et que les troupes russes resteront sur les positions définies par l'accord de 1992 pour garantir la paix dans la région,.
Le 16 août est signé un cessez-le-feu qui met fin au conflit, sans régler le contentieux entre l’Ossétie du Sud et l’Abkhazie d’une part et la Géorgie d’autre part.
Le 26 août, la Russie reconnaît officiellement l'indépendance de l'Ossétie du Sud et l'Abkhazie et se dit prête « à assurer la sécurité de ces deux États ». Le 21 janvier 2021 la CEDH reconnaît qu'à l'occasion de ce conflit la Russie s'est rendue coupable de violations de la Convention européenne des droits de l'Homme.
Le conflit a causé plus d'un millier de morts et entrainé le déplacement de 158 600 personnes.

## Contexte et précédents

### Conflit osséto-géorgien jusqu'en 2003

#### Contexte historique avant la période soviétique
Les Ossètes arrivèrent dans le Caucase sous le nom d'Alains dans l'Antiquité. Mais ils ne s'établirent pas dans cette région sous une entité unifiée stable et durable, alors que le royaume géorgien d'Ibérie qui était au-delà de la passe de Darial, de l'autre côté du Caucase, entrait très souvent en guerre contre eux (ou bien s'alliait avec cette tribu contre l'Arménie, la Perse ou l'Empire romain). Vers la fin du IVe siècle, une partie des Alains migrèrent en dehors de la région puis participèrent aux grandes invasions (vers 375). Ceux demeurés en Ciscaucasie fondèrent au fil des siècles une nation dans les montagnes (correspondant à l'actuelle Ossétie du Nord) qui devint au XIe siècle la vassale du royaume de Géorgie nouvellement formé (1010). Les alliances se multiplièrent entre les deux États et le roi Georges Ier de Géorgie (1014-1027) prit pour femme ou favorite une princesse osse (terme géorgien pour désigner les Alains). De cette union naquit par ailleurs un fils considéré comme illégitime, Démétrius, qui, après deux tentatives ratées de prendre le pouvoir en Géorgie, partit s'exiler en Ossétie, où il fonda une lignée royale, branche de la dynastie arméno-géorgienne des Bagratides.
Au XIIIe siècle, la nation ossète fut de facto annexée par le royaume de Géorgie quand la reine Tamar la Grande (1184-1213) prit pour mari le roi bagratide David Soslan, qu'elle associa cependant au trône du nouvel ensemble. L'Ossétie resta sous domination géorgienne jusqu'à la division du Royaume en 1490. Les Osses furent de jure annexés par l'Empire ottoman au XVIIe siècle, ce qui mena à une immigration de masse sur le territoire géorgien, notamment dans la Principauté de Samatchablo. Cette région devint ainsi un lieu de regroupement des Ossètes caucasiens en Géorgie qui y importèrent leur culture et leur langue, avec l'autorisation de certains monarques géorgiens, dont Héraclius II (1762-1798), qui cherchaient à repeupler le pays après les terribles ravages causés par les Perses et les Turcs. Quand la Russie impériale annexa la Géorgie orientale en 1802, l'Ossétie à proprement parler et la principauté de Samatchablo furent inclus au sein de la Géorgie dans la vice-royauté du Caucase. Au cours du XIXe siècle, les nationalismes ossètes et géorgiens se développèrent.

#### Contexte historique auXXesiècle
Les premières manifestations du nationalisme géorgien, très jacobin, déclenchèrent des heurts violents. Un conflit armé sanglant eut lieu de 1918 à 1921, quand l'éphémère république démocratique de Géorgie, dirigée par les mencheviks en conflit avec les bolcheviks de Moscou, accéda à une indépendance de facto. Les Ossètes y furent soutenus logistiquement par les bolchéviks russes même s'il faut attendre l'invasion de la Géorgie par l'Armée rouge en février 1921 pour que le conflit cesse. Il causa dans son ensemble la mort d'environ 5 000 personnes. À la suite de l'instauration du pouvoir soviétique dans la région, l'oblast autonome d'Ossétie du Sud au sein de la république socialiste soviétique de Géorgie fut proclamé le 20 avril 1922 et jusqu'aux années 1990, les relations entre les deux entités furent tout à fait pacifiques, malgré les prétentions des Ossètes sur l'enclave ethnique de Trialétie, en Géorgie centrale. De nombreux mariages mixtes furent enregistrés entre les deux peuples.
Toutefois, les problèmes resurgirent en 1989 quand le dirigeant nationaliste géorgien Zviad Gamsakhourdia organisa des manifestations pro-géorgiennes à Tskhinvali, la capitale de l'oblast de l'Ossétie du Sud, qui furent brutalement réprimées. Quand Zviad Gamsakhourdia accéda à la présidence de la RSS géorgienne à la fin de l'année 1990, les autorités sud-ossètes choisirent de répondre aux provocations de Tbilissi en organisant des élections législatives et parlementaires la même année. Le 20 décembre 1990, le nouveau parlement proclama l'élévation de l'Ossétie du Sud au niveau de république socialiste soviétique, statut toutefois non reconnu par Moscou et qui mena à la suppression courte de l'autonomie de l'oblast par Tbilissi.
Le 5 janvier 1991, l'armée géorgienne pénétra dans Tskhinvali pour désarmer les séparatistes, mais se heurta à une forte opposition et le conflit s'aggrava jusqu'en mars, quand un nouvel assaut sur la capitale sécessionniste fut opéré par la Géorgie. En avril, un blocus fut mis en place par les autorités du Conseil suprême de la Géorgie sur l'Ossétie du Sud. Les combats continuèrent jusqu'à un coup d'État, le 6 janvier 1992, qui amena au pouvoir en Géorgie Edouard Chevardnadze, ancien dirigeant soviétique. Celui-ci entama des négociations avec Tskhinvali et Moscou (qui soutenait indirectement les indépendantistes). Elles débouchèrent sur un cessez-le-feu signé à Dagomys en juin 1992 et sur les accords de Sotchi (en) le 24 juillet, alors que la Géorgie entrait en guerre avec une nouvelle région sécessionniste, l'Abkhazie. À la suite de ces accords, l'essentiel du territoire de l'Ossétie passa sous administration des indépendantistes, tandis qu'une petite partie restait sous contrôle géorgien. Ces accords semblent cependant préserver les chances d'un règlement politique du conflit en conservant une série de villages géorgiens au cœur de l'Ossétie du Sud. Parallèlement, une force d'interposition, sous mandat de l'ONU, composée de troupes géorgiennes, sud-ossètes et russes fut créée sous le nom Mission JPKF pour contrôler l'application du cessez-le-feu. Une commission comprenant Russes, Nord-Ossètes, Sud-Ossètes et Géorgiens, sous la présidence de la CEI, fut également mise sur pied pour discuter du statut de la région. Cette commission est dénoncée comme inégalitaire par les Géorgiens car comprenant trois parties supposées favorables aux Sud-Ossètes.

#### Arrivée au pouvoir de Saakachvili

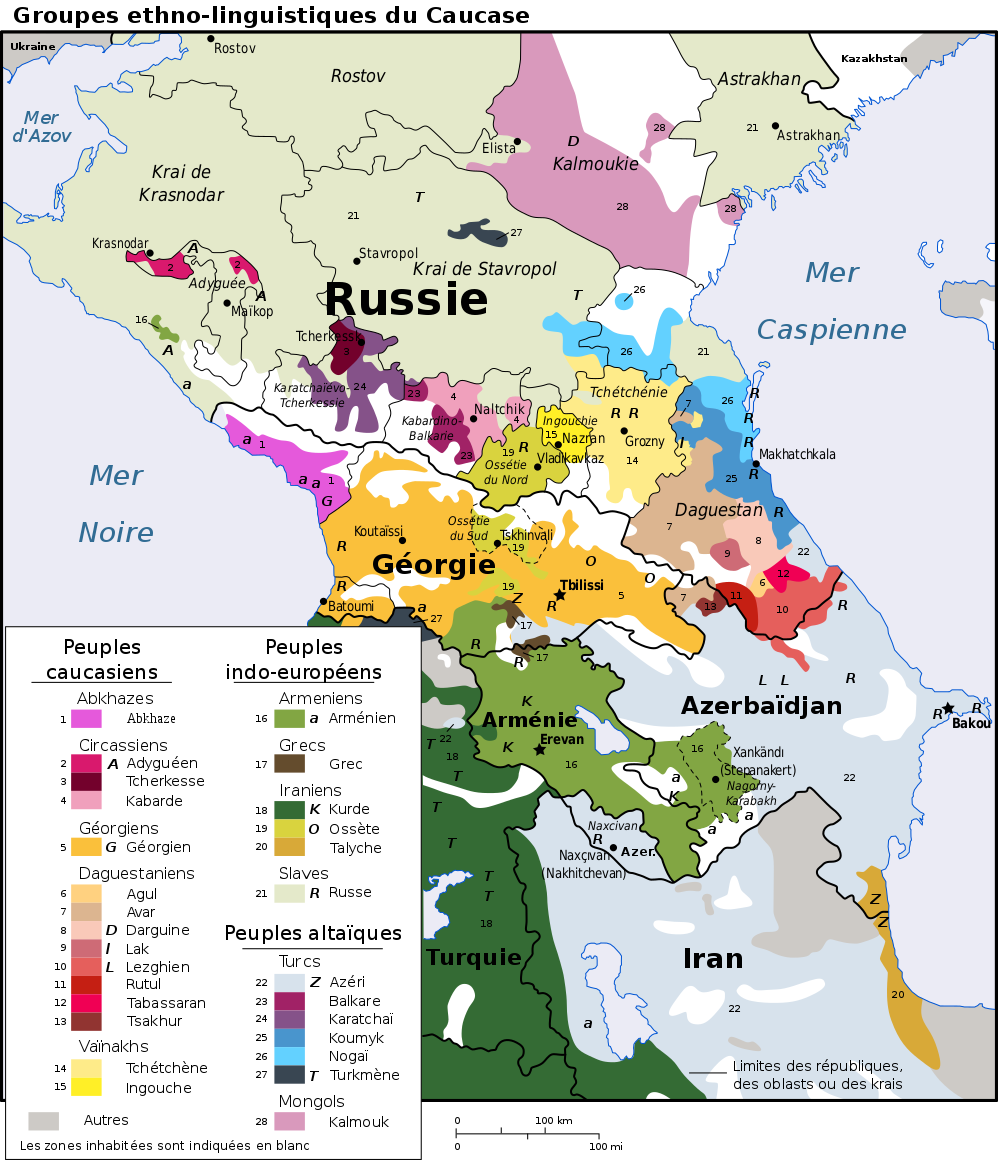
Groupes ethno-linguistiques du Caucase.

Des incidents frontaliers entre les forces géorgiennes et sud-ossètes eurent lieu régulièrement pendant les années 1990, jusqu'à la révolution des Roses (novembre 2003), qui aboutit à l'élection de Mikheil Saakachvili, un pro-européen, à la tête de la Géorgie. De son côté, Moscou créa une situation inédite en Ossétie du Sud en proposant aux habitants des passeports russes, en vertu de l'article 14, alinéa 1b de la « Loi sur la nationalité de la fédération de Russie », qui dispose, entre autres que tout citoyen de l'URSS n'ayant pas accepté la nationalité de son nouveau pays et de ce fait se trouvant apatride, peut demander la nationalité de la fédération de Russie,. Le départ du pouvoir de l'ancienne génération des apparatchiks soviétiques et l'arrivée de dirigeants pro-occidentaux, demandant ouvertement l'adhésion à l'OTAN et la réunification du pays, augmenta la tension d'un cran entre Tskhinvali et Tbilissi, de même qu'entre la Géorgie et la Russie. Le 18 août 2004, de graves accrochages militaires entre les forces indépendantistes et l'armée géorgienne se déroulèrent dans le village de Trianakhana, qui fut brièvement récupéré par les troupes de Tbilissi. Le lendemain, les affrontements continuaient, faisant 16 morts du côté géorgien et plusieurs dizaines du côté sud-ossète, tandis que Trianakhana revenait dans les mains des séparatistes après un nouveau cessez-le-feu.
La facile récupération de la région sécessionniste d'Adjarie en 2004 conforta le gouvernement de Saakachvili dans la possibilité d'unifier de nouveau le pays. Il demanda alors à l'OSCE, à l'OTAN ou à l'ONU de remplacer les Casques bleus russes en poste dans la capitale sans exclure l'option militaire. Les puissances européennes s'inquiétèrent cependant davantage des dépenses militaires croissantes des trois pays caucasiens. Pour la Géorgie, elles passèrent ainsi de 513 à 957 millions de laris de 2006 à 2007 (sur un revenu total de 3,7 milliards de laris). L'Union européenne (UE) par la voix de sa Commissaire aux relations extérieures, Benita Ferrero-Waldner, s'exprima publiquement sur le sujet. L'État-major russe de son côté s'était préparé à une confrontation avec la Géorgie, et un plan d'opérations de guerre avait été ordonné en 2006 par le président russe Poutine,,,.
Les tensions frontalières diminuèrent un peu par la suite, et en novembre 2006, des élections législatives furent organisées dans la province séparatiste. Edouard Kokoïty, président de la république autoproclamée depuis 2001, fut réélu avec 98,1 % des suffrages exprimés. Tbilissi décida de répondre en organisant des « élections alternatives » dans les régions toujours administrées par le gouvernement central. Dmitri Sanakoïev (en) devint ainsi président des territoires ossètes sous administration géorgienne.

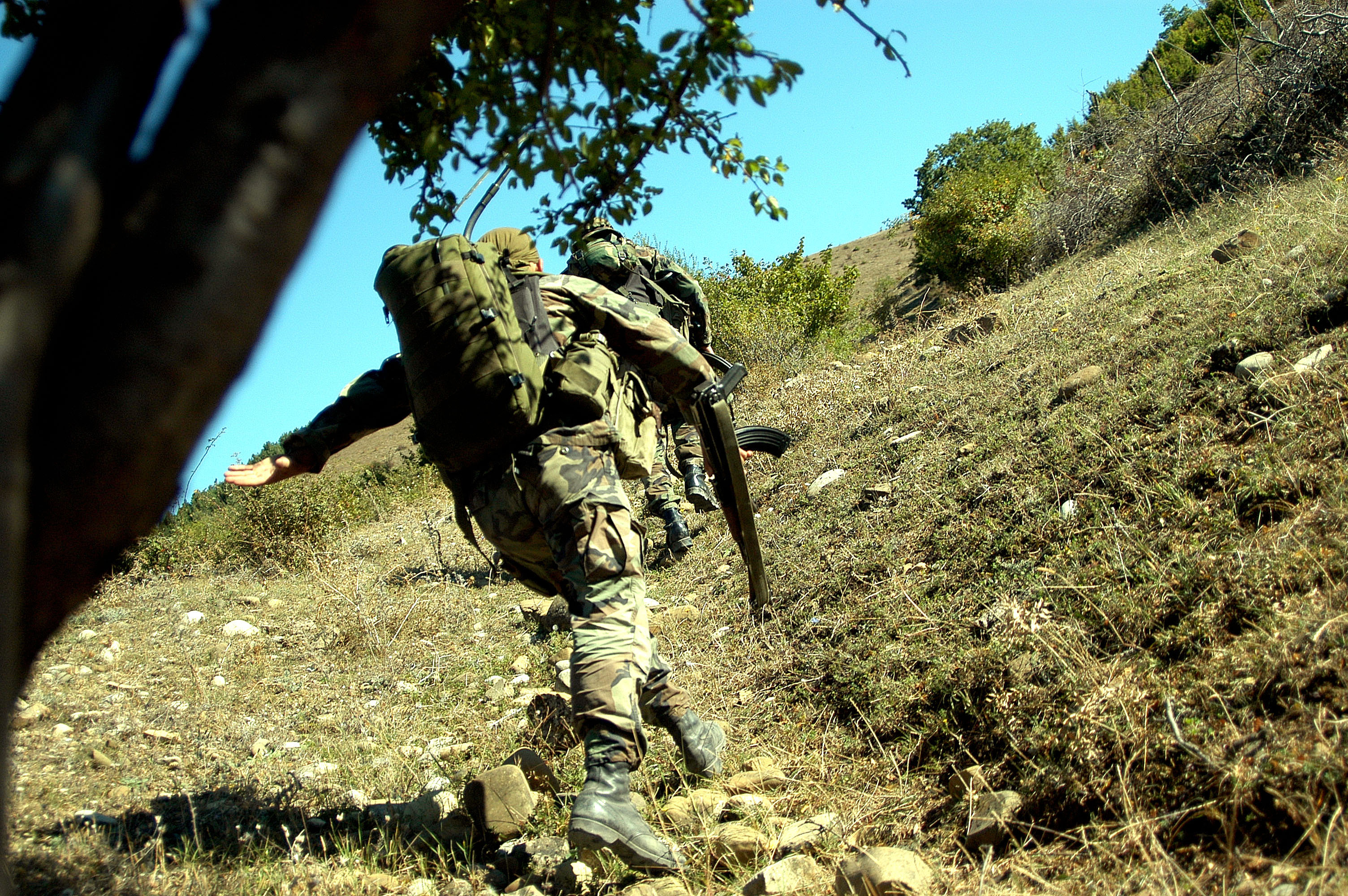
Troupes d'élite géorgiennes attaquant une colline où se sont retranchés des miliciens sud-ossètes.

Depuis 2002, les Sud-Ossètes possèdent des passeports russes, et la séparation des « communautés » serait telle qu'en Ossétie du Sud, les « Ossètes » et les « Géorgiens » auraient développé certains chemins et axes routiers différents afin de s'éviter et chaque « communauté » aurait son propre réseau de gaz et d'électricité. Ces tensions ethniques exacerbées sont interprétées par certains chercheurs en sciences sociales comme une conséquence de la politique soviétique des nationalités, qui serait utilisée aujourd'hui encore par le pouvoir russe, d'autres avancent que ces conflits ont longtemps été étouffés par la mainmise soviétique, et qu'ils se sont réveillés aux lendemains de la chute de l'URSS. À l'opposé, des témoignages indiquent une circulation normale de Géorgiens en Ossétie du Sud notamment autour de Tskhinvali jusqu'au début du conflit.
La Russie d'un côté et la Géorgie aidée par les États-Unis depuis 2002, de l'autre, se seraient préparées à une guerre éventuelle au sujet des deux régions séparatistes géorgiennes (Ossétie du Sud et Abkhazie), et il semble que tous les protagonistes s'attendaient depuis longtemps à l'émergence d'un nouvel affrontement armé ; la présence de troupes russes du génie, déployées au printemps en Abkhazie pour réparer la voie ferrée abkhaze (le tronçon d'Otchamtchira), serait un indice de préparatifs. En 2012, Vladimir Poutine reconnait « que l'offensive militaire contre la Géorgie avait été préméditée et préparée par l'état-major, sous ses ordres ». Dans ce contexte, les forces militaires russes auraient entraîné les milices ossètes pendant plus de deux ans,. Cependant, les préparations géorgiennes sont tout aussi importantes avec, outre l'augmentation considérable du budget militaire, la construction de deux nouvelles bases (à Senaki et à Gori) près des deux régions sécessionnistes.
La Géorgie a accueilli quelques soldats américains en 2002 dans le cadre de la « guerre contre le terrorisme », et à l'époque, Poutine avait déclaré qu'il n'y voyait « aucune tragédie ». Depuis, l'armée géorgienne s'était équipée en matériel américain, israélien, tchèque, ukrainien et turc et a fait entraîner ses militaires professionnels (37 000 hommes) par l'armée américaine et des conseillers américains, israéliens, français, polonais, ukrainiens et néerlandais, et pourrait être informée en continu des concentrations de troupes russes dans le Nord du Caucase par les renseignements américains qui surveillent la région par satellite,.

### Les relations russo-ossètes, osséto-géorgiennes et russo-géorgiennes de la révolution des Roses à la guerre

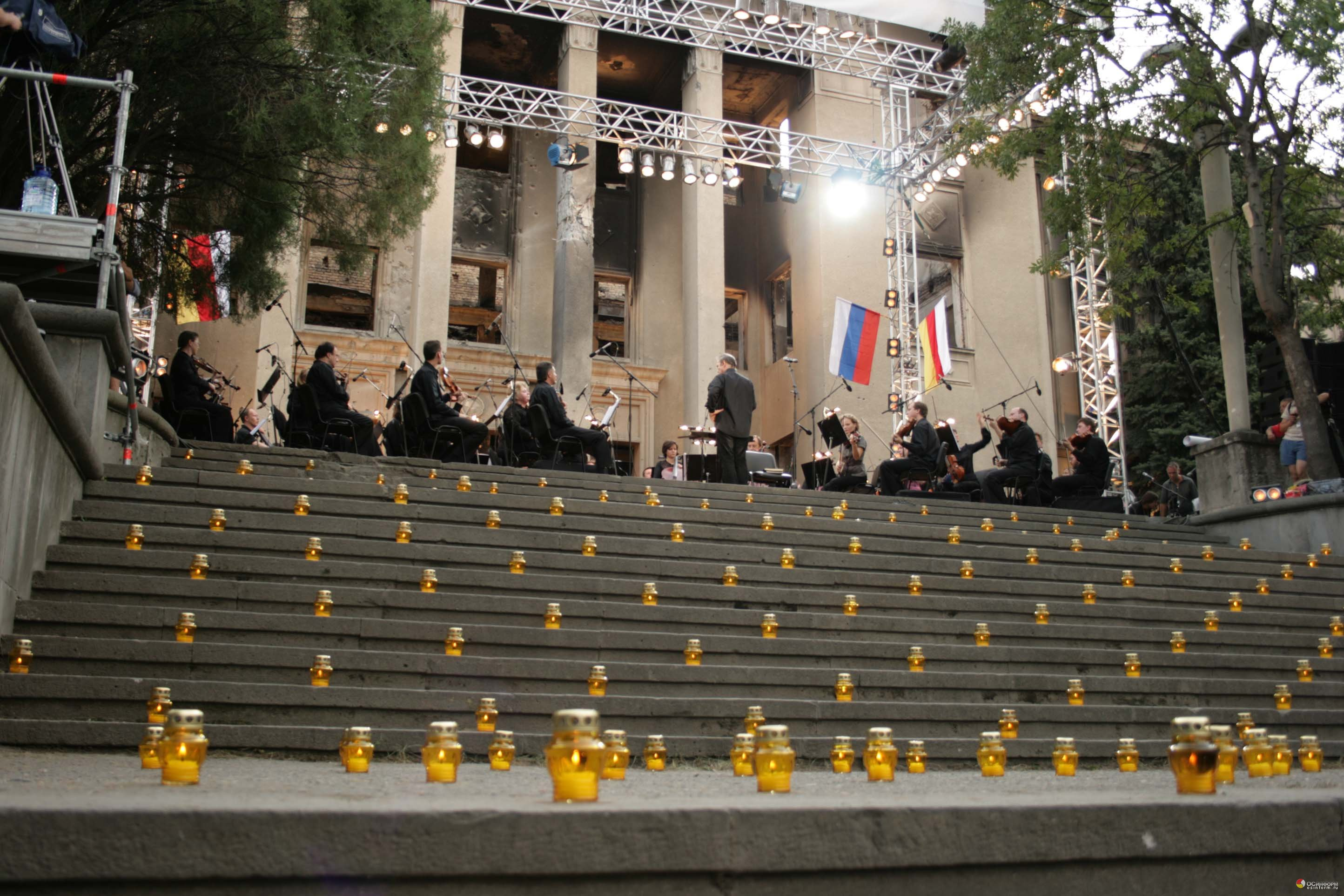
Le concert de Valery Guerguiev avec l’orchestre du théâtre Mariinsky à Tskhinvali. Des cierges symbolisent les victimes des bombardements géorgiens.

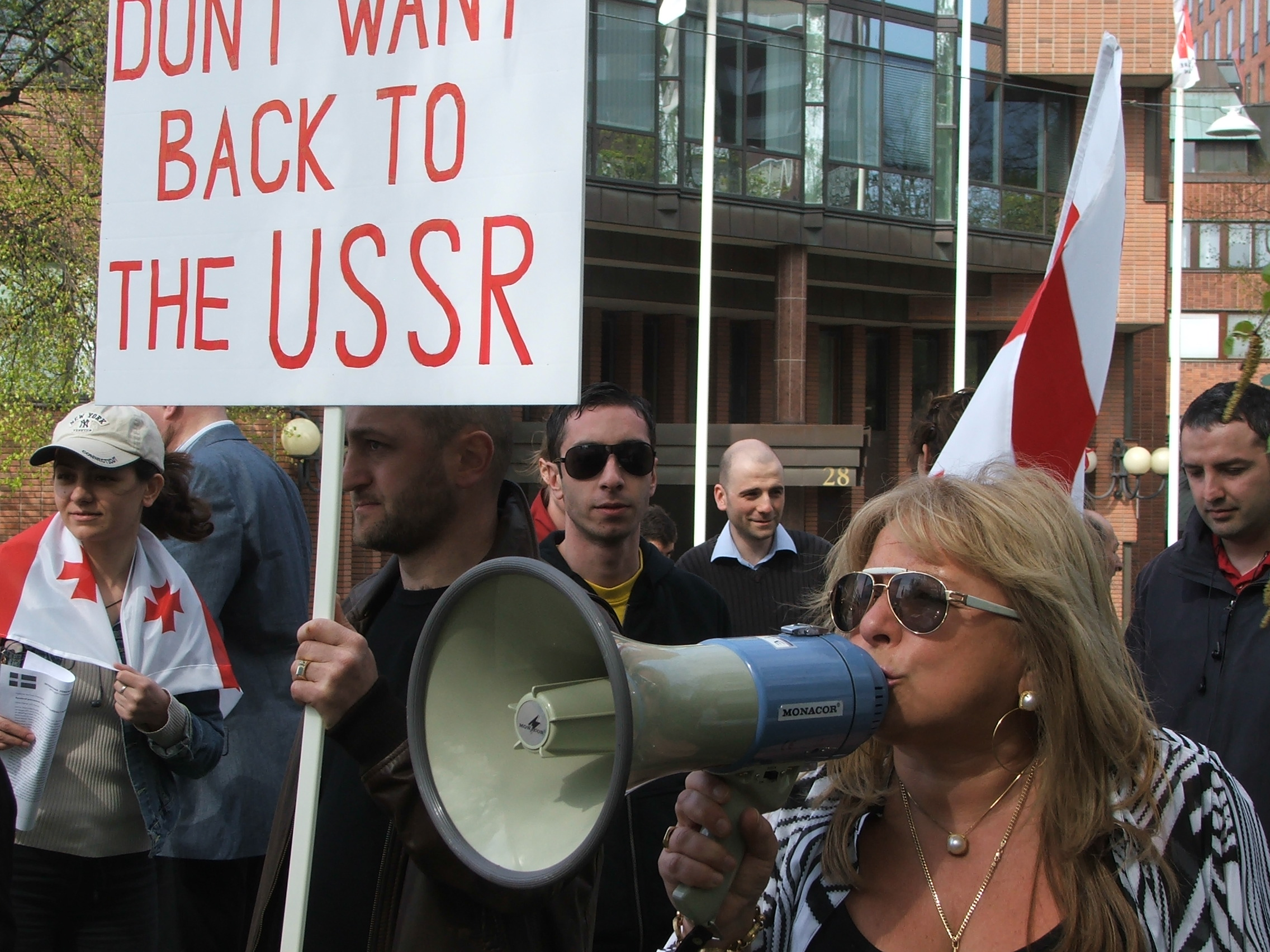
Protestation géorgienne contre la politique de Moscou avec des panneaux en anglais.

Depuis l'arrivée d'un pouvoir pro-occidental en Géorgie en 2004, l'Ossétie du Sud est devenue un enjeu politique entre le président géorgien Saakachvili, qui souhaite la réintégration des régions sécessionnistes au sein du territoire de la Géorgie, et les indépendantistes ossètes, majoritaires en Ossétie du Sud (le choix de l'indépendance fut validé par deux référendums, en 1992 et en 2006), qui souhaitent une indépendance non seulement de facto, mais aussi de jure.
De son côté, la fédération de Russie, qui joue le rôle de médiateur en vertu d'un accord international et qui dispose de troupes en Ossétie du Sud, ne fait pas d'avancées pour résoudre la situation, ni dans un sens, ni dans un autre. En avril 2008, Vladimir Poutine signe un décret autorisant l'établissement de relations officielles entre la Russie et les entités sécessionnistes géorgiennes. Le président géorgien lui demande de revenir sur sa décision mais Poutine refuse. Les indépendantistes d'Ossétie du Sud souhaitent également une réunification avec l'Ossétie du Nord, mais ni la fédération de Russie, ni l'OSCE et encore moins la Géorgie ne soutiennent cette solution.

## Ordre de bataille

### Géorgie

#### Front ossète
- Les 2e, 3e et 4e brigades d'infanterie mécanisée (10 bataillons et 12 000 hommes à elles trois) ;
- brigade d'artillerie à Gori ;
- bataillon de chars à Gori ;
- unités des forces spéciales.

Le plan géorgien est d'envoyer la 4e brigade d'infanterie prendre Tskhinvali tandis que les 2e et 3e brigades sont chargés de la soutenir. La brigade d'artillerie et le bataillon de chars sont placés à Gori pour fournir le soutien nécessaire à l'infanterie.
La meilleure unité géorgienne, la 1re brigade est située en Irak lors du début des hostilités. Elle est transportée via un pont aérien américain mais trop tard pour participer aux combats.

#### Front abkhaze
Le front abkhaze est relativement dégarni par rapport au front ossète. La cinquième brigade d'infanterie mécanisée (2 500 hommes) y est déployée. Cependant, cette unité est alors en cours de formation.

#### Flotte
Début août 2008, la flotte géorgienne compte 19 navires :
- vedette lance-missiles Dioskuria issue d'une vedette grecque de la classe La Combattante IIa ;
- vedette lance-missiles Tbilisi de la classe soviétique Matka ;
- patrouilleur Aeti issu de l'ancien chasseur de mines allemand M-1085 Minden ;
- 16 autres patrouilleurs plus petits qui, comme le Aeti, ne sont pas armés de missiles mais seulement de canons ou de mitrailleuses lourdes.

### Abkhazie, Ossétie du Sud et Russie

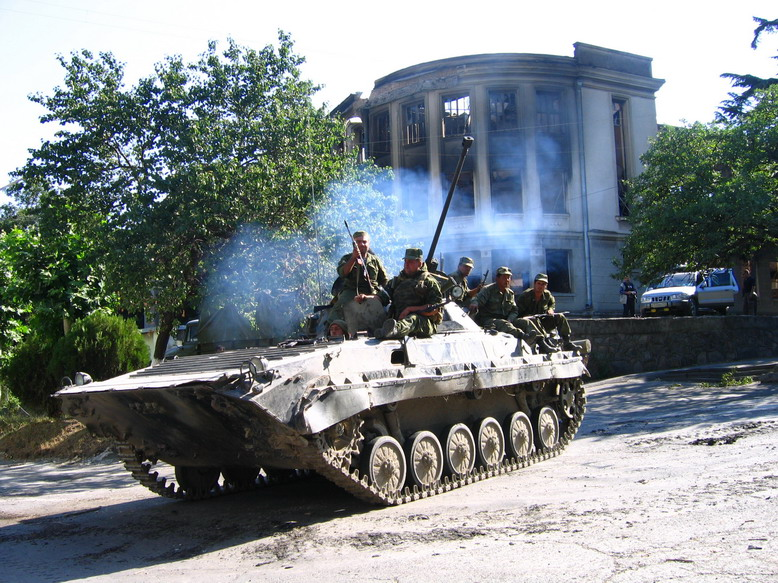
BMP-2 de la russe du district militaire du Caucase du Nord lors de ce conflit.

#### Front ossète
- 600 soldats chargés du maintien du cessez-le-feu du 135e régiment de fusiliers motorisés (ru) de la 58e armée ;
- deux autres bataillons du 135e régiment de fusiliers motorisés de la 58e armée ;
- 503e et 699e régiments de fusiliers motorisés de la 19e division de fusiliers motorisés ;
- 70e et 71e régiments de fusiliers motorisés de la 42e division de fusiliers motorisés ;
- 104e et 234e régiments parachutistes de la 76e division d'assaut aéroportée de la Garde ;
- Unités du GRU :
  - 45e régiment de reconnaissance ;
  - 10e et 22e brigades Spetsnaz ;
  - une compagnie du bataillon spécial Vostok et une autre du bataillon spécial Zapad de la 42e division de fusiliers motorisés ;
- milice sud-osséte (environ 2 500 hommes avant la guerre).

#### Front abkhaze
- Forces armées (terrestres et aériennes) d'Abkhazie ;
- 131e brigade de fusiliers motorisés ;
- 7e et 76e divisions aériennes.

#### Flotte
- Croiseur de la classe Slava Moskova ;
- Destroyer de la classe Kachine Smetlivy ;
- Navire de transport de la classe Alligator Saratov ;
- Navire de transport de la classe Ropucha I Tsezar Kounikov et Yamal ;
- Corvettes ASM de la classe Gricha V Kassimov, Povorino et Souzdalets ;
- Corvette de la classe Nanuchka III Miraj ;
- Quelques autres navires comme des chasseurs de mines.

## Chronologie
L'établissement de la chronologie des faits de la deuxième guerre d'Ossétie du Sud est difficile et compliqué par les déclarations de propagande des deux côtés (faux mouvements de troupes, génocides, etc.). Les témoignages les plus précis n'ont ainsi été recensés que plusieurs semaines après les événements.

### Avant le 7 août
Les tensions nationalistes existent depuis 1989 et une première guerre a eu lieu entre janvier 1991 et mi-1992 faisant environ trois mille morts lors de la sécession de l'Ossétie du Sud de la Géorgie.
Il semble qu'il y ait toujours eu régulièrement des « incidents » entre les séparatistes ossètes et les forces géorgiennes depuis 1992. De nouveaux incidents éclatent en juillet et surtout le 1er août entre séparatistes ossètes et forces régulières géorgiennes. Les échanges de tirs survenus dans la nuit du 1er au 2 août 2008 à la frontière osséto-géorgienne auraient fait six morts et quinze blessés côté sud-ossète. D'après le commandement des Forces mixtes de maintien de la paix russe dans la région d'Abkhazie, l'affrontement aurait été provoqué par la partie géorgienne en Ossétie du Sud, bien que les forces de maintien de la paix soient en Abkhazie. Au bout du compte les deux parties s'en rejettent mutuellement la responsabilité dans une sorte de guerre médiatique. Des combats ont lieu les jours suivants le long de la frontière : des soldats sont tués, des villages pilonnés à l'arme lourde. Une tentative de négociation aurait eu lieu le 6 août entre ces belligérants et les forces de la mission JPKF de maintien de la paix de la CEI (à prépondérance russe), un cessez-le-feu est conclu dans la journée du 7 août. Dans la soirée, le gouvernement géorgien accuse les séparatistes ossètes d'avoir violé le cessez-le-feu et aurait été informé qu'une colonne russe de 150 blindés était en train d'entrer dans le tunnel de Roki, information semble-t-il transmise par un satellite américain. Moscou nie l'existence de ce mouvement de troupes.

### Première semaine

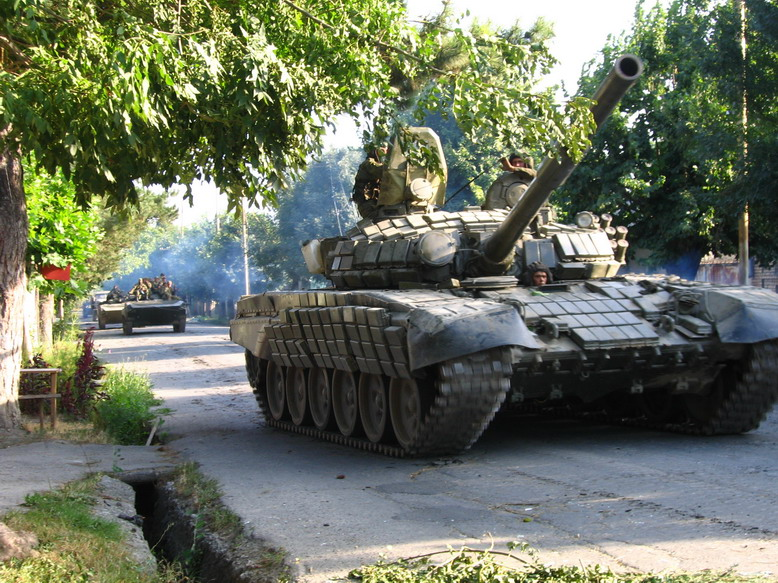
Colonne blindée de l'armée russe en Ossétie du Sud.

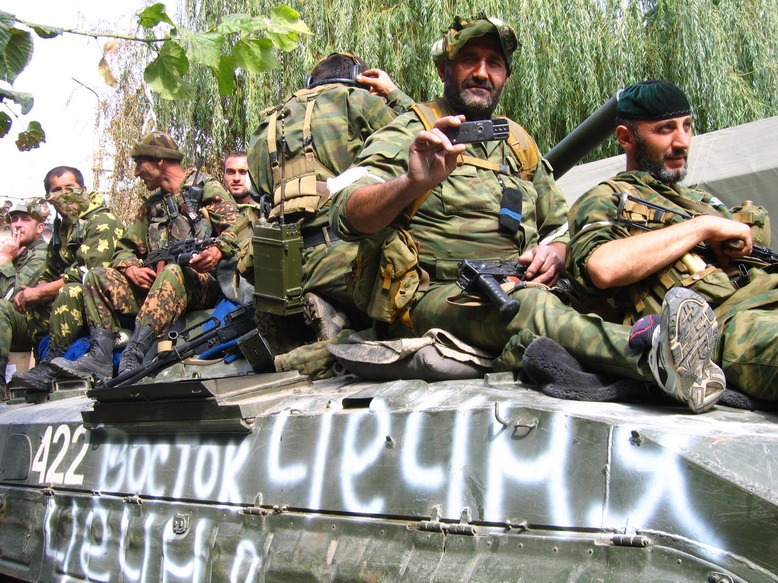
Membres du bataillon Vostok. Une unité Spetsnaz du GRU habituellement stationné en Tchétchénie lors de son intervention en Géorgie.

#### Nuit du 7 au 8 août et vendredi 8 août

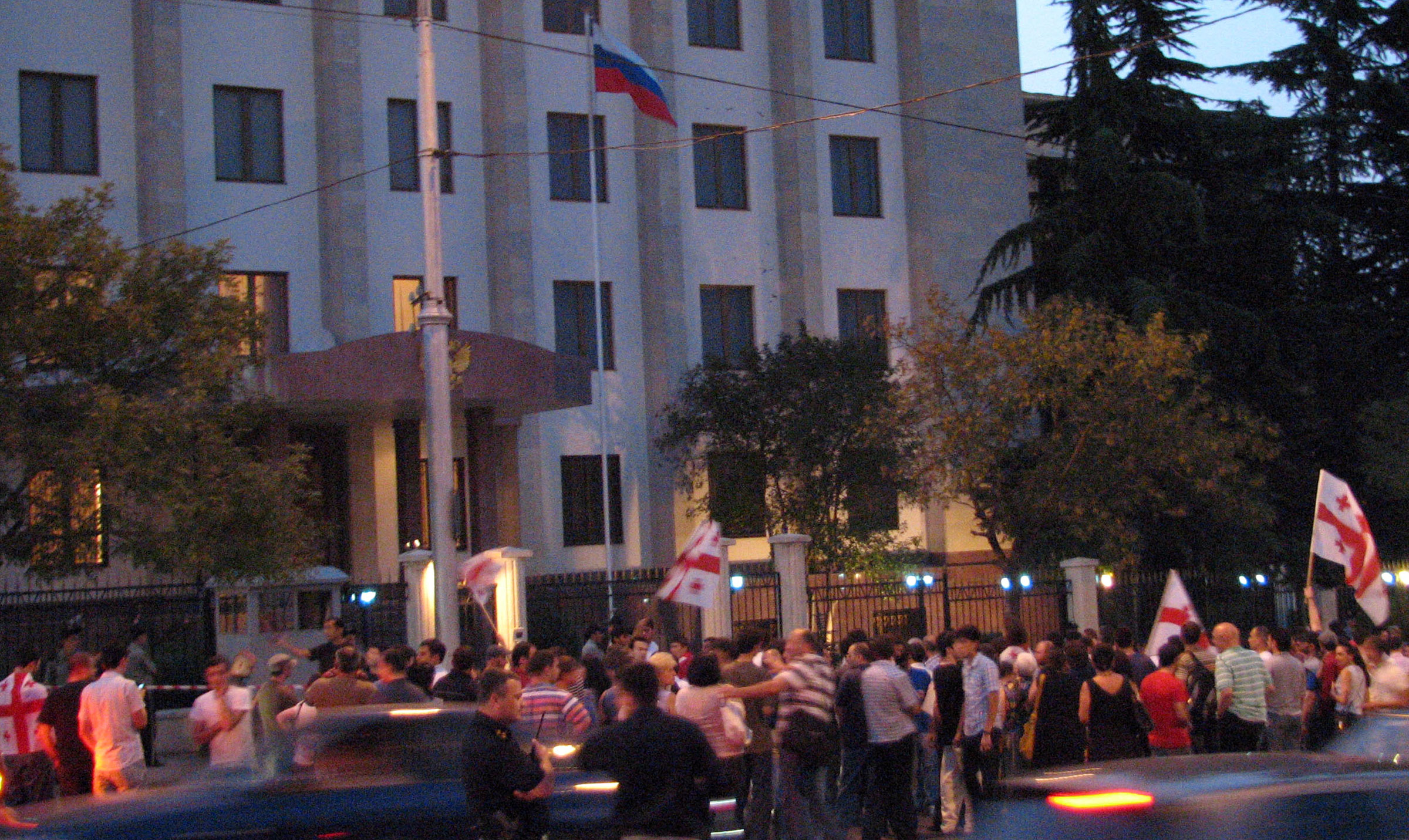
Manifestation devant l'ambassade russe à Tbilissi le 8 août 2008.

Les hostilités commencent dans la nuit du 7 au 8 août 2008 par un assaut des troupes géorgiennes qui fait 12 morts dans les forces de maintien de la paix de la Communauté des États indépendants (CEI, à prépondérance russe),,[réf. à confirmer].
À 23 h 10, le gouvernement géorgien informe le général commandant les forces russes de son intention de rétablir « l'ordre constitutionnel » par la force. Vers 23 h 40, deux soldats russes de la force de maintien de la paix sont tués par une grenade. Plusieurs salves de lance-roquettes multiples détruisent ensuite et incendient les bâtiments occupés par les Russes. Dix-huit soldats russes sont tués. Les soldats russes de la force de maintien de la paix, dépourvus de chars, parviennent cependant à résister et les Géorgiens ne peuvent s'emparer que des deux tiers de la ville de Tskhinvali. À 23 h 56, le ministère géorgien annonce que l'assaut a commencé. Grâce aux photos satellite de la ville de Tskhinvali, ville de 20 000 habitants, prise le 19 août 2008, UNOSAT, le Centre satellitaire des Nations unies, estime les dégâts (bombardements, prise de la ville) dans l'agglomération de celle-ci à 346 bâtiments détruits et 92 gravement endommagés ; le village de Tamaracheni, au nord de la capitale de la province séparatiste ossète, étant de loin le plus affecté.
Les Russes étaient informés d'importants préparatifs géorgiens depuis environ 21 h et le président russe, Dmitri Medvedev, fut prévenu vers 22 h. Celui-ci ordonna à Grigori Karassine de contacter Mikheil Saakachvili. Il ne parvint qu'à avoir le diplomate américain Dan Fried qui lui assura que les Américains cherchaient à reprendre le contrôle de la situation. Cependant, à partir de 2 h 6, les efforts de paix ne sont plus à l'ordre du jour. Le tunnel de Roki, négligé par les Géorgiens, est sécurisé et des renforts estimés entre 5 500 et 10 000 hommes (issus de la 58e armée, stationnée dans le district militaire du Caucase du Nord renforcés par des unités de la 76e division d'assaut aéroportée de la Garde et de la 98e division aéroportée) sont mobilisés,alors que les premiers raids aériens sont lancés. Sept à dix mille autres soldats russes seront aussi envoyés en Abkhazie. L'essentiel des renforts russes de la 58e armée n'arrive cependant que le 9 août au soir. Des armes à sous-munitions sont utilisées par les Russes au cours de leurs attaques aériennes.
La propagande des deux camps se met aussitôt en marche pour faire accuser l'autre bord d'avoir déclenché les hostilités. Les Russes parlent de plus de 1 500 morts civils dans les bombardements de la capitale sud-osséte, alors que les Géorgiens dénoncent le passage des troupes russes dans le tunnel de Roki comme faisant partie d'un plan délibéré. Rapidement, les deux camps s'accusent de crimes de guerre et de crimes contre l'humanité,.
Les hackers russes mènent une attaque informatique sur les principaux serveurs géorgiens,.
Dans la nuit du 8 au 9 août, l'aviation russe frappe la base navale et le port commercial de Poti.

#### Samedi 9 août

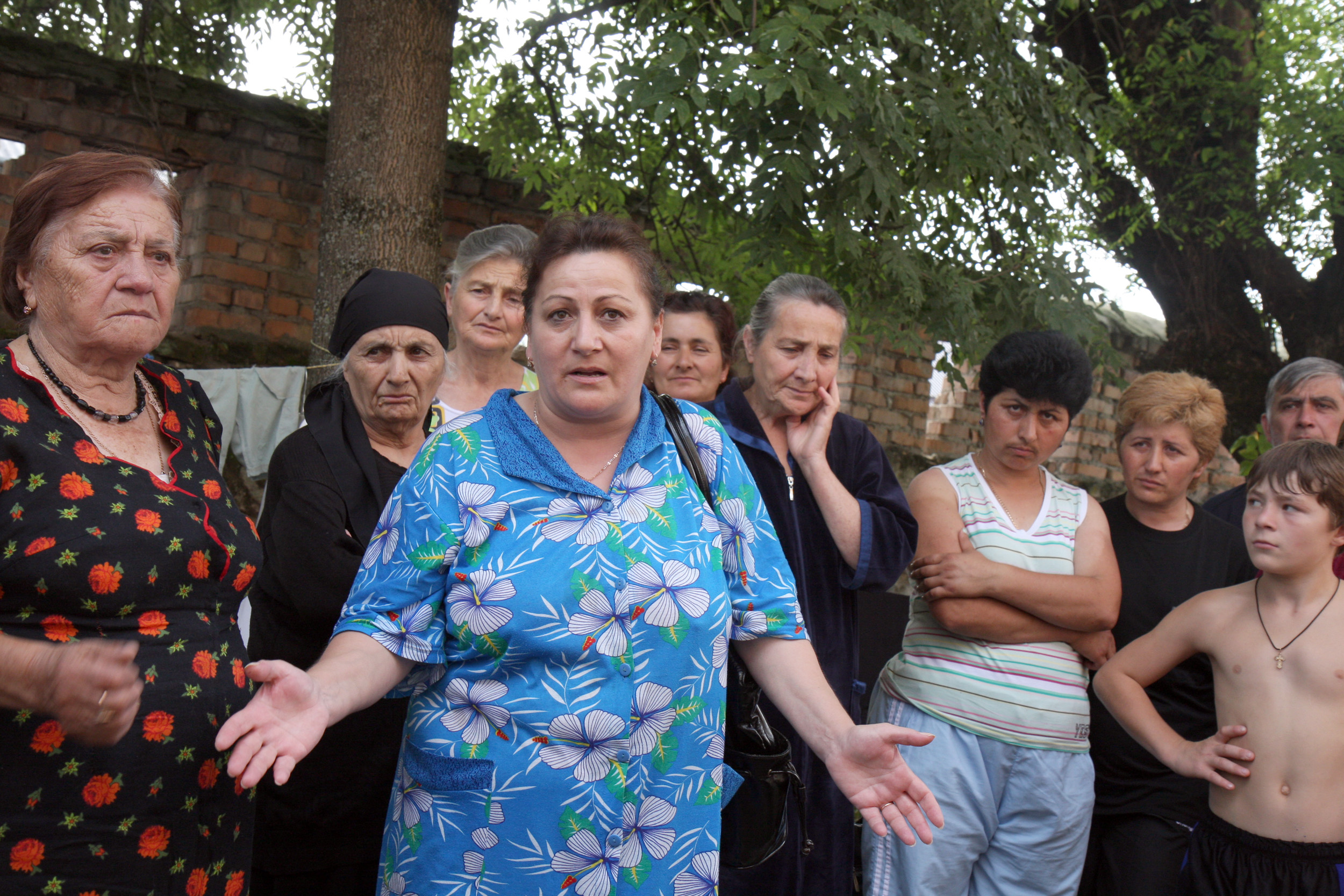
Réfugiés ossètes venant d'Ossétie du Sud au camp de réfugiés près de Alaguir, Ossétie du Nord, Russie.

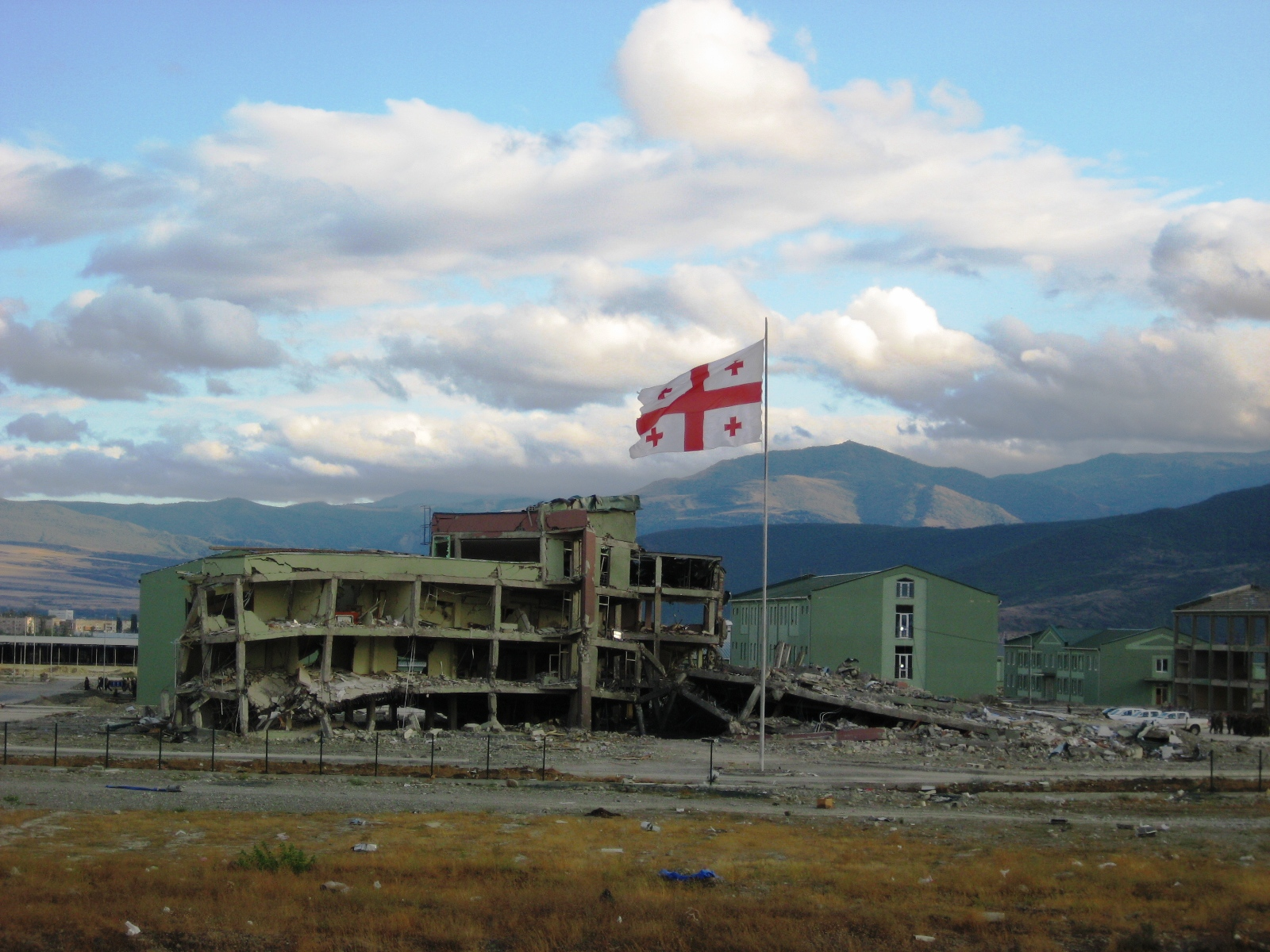
Destruction de la base militaire géorgienne de Gori.

Les bases militaires russes dans la région de Tskhinvali.

Bases militaires russes en Abkhazie.

Un bombardier Tu-22M, sans doute une version de reconnaissance Tu-22MR, et un chasseur Su-25 s'écrasent, selon un bilan de l'armée russe du 9 août ; un des pilotes est capturé.
Les combats se poursuivent à Tskhinvali. Les forces géorgiennes repoussent dans la matinée les forces russes et ossètes vers le nord de la ville. Cependant, leur avance est stoppée le soir par l'arrivée des premiers renforts russes. Cette arrivée de renforts permet de rééquilibrer les moyens terrestres des deux camps, puisque les Russes y disposent désormais de chars, d'artillerie, de défenses anti-aériennes et de l'infanterie nécessaire à l'attaque des batteries sol-air géorgiennes. En revanche, la situation de l'armée géorgienne sur le front ossète, où elle dispose encore d'une supériorité numérique, se complique sérieusement à cause des raids aériens qui la coupent de sa base arrière de Gori et de ses nombreuses pertes de matériel.
Selon les autorités russes, environ 30 000 réfugiés ont franchi la frontière russe en 36 heures.
L'Abkhazie, autre province séparatiste, entre à son tour en guerre contre la Géorgie, cherchant à reprendre le contrôle des gorges de Kodori, seul territoire abkhaze resté sous administration de Tbilissi, et détruisant la seule route qui relie la province à la capitale géorgienne. La Géorgie décrète alors l'état de guerre, instaure la loi martiale pour quinze jours, et commence à chercher un accord de cessez-le-feu. La mission d'observation des Nations unies en Géorgie a été priée par l'Abkhazie de retirer ses observateurs de la vallée de Kodori.
L'aviation russe a bombardé des cibles militaires dans la banlieue de la ville géorgienne de Gori. L'attaque aurait également fait des victimes parmi les civils, ce que la Russie dément.

#### Dimanche 10 août

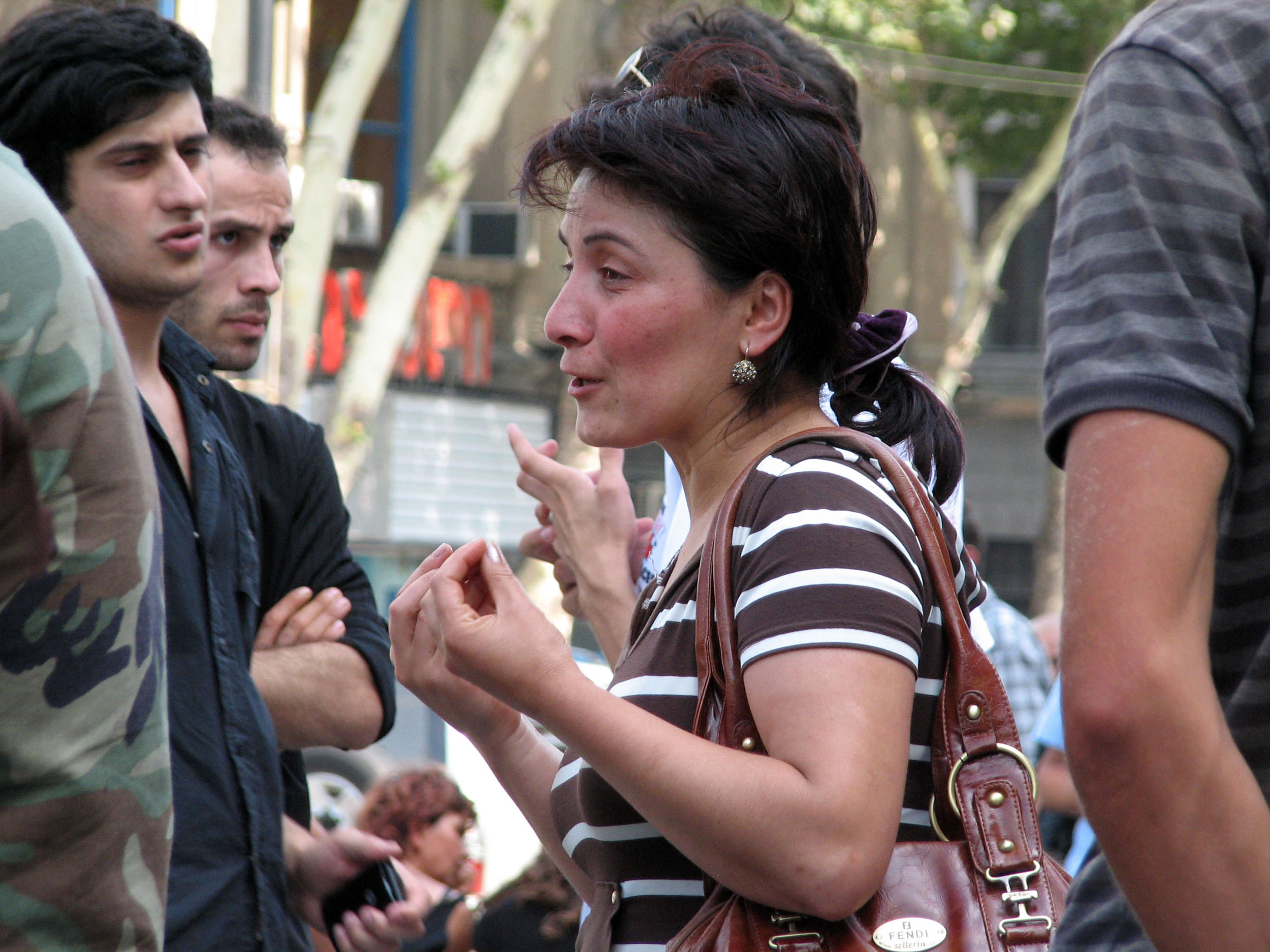
Réfugiée géorgienne venant d'Ossétie du Sud devant le parlement de Tbilissi.

Fin des combats à Tskhinvali avec l'arrivée de tous les renforts russes. Les forces géorgiennes présentes dans la ville, durement éprouvées, s'enfuient précipitamment en abandonnant armes et munitions. La Géorgie redouble alors ses efforts pour obtenir un cessez-le-feu. Le ministère géorgien de l'Intérieur annonce que l'armée géorgienne s'est retirée de l'Ossétie du Sud, mais le Ministère des Affaires étrangères de la Russie ne confirme pas cette information. La marine russe entre dans les eaux géorgiennes pour instaurer un blocus des ports géorgiens. La marine géorgienne tente de s'opposer au mouvement en lançant un petit groupe de quatre navires à la rencontre de la flotte russe. Celle-ci s'impose facilement en coulant un navire géorgien (qui est annoncé à tort comme la vedette lance-missile Dioskuria) et en endommageant un autre,.
Les belligérants poursuivent leur guerre de l'information, s'accusant mutuellement de « génocide », « crimes de guerre », « destructions », et prétendant l'un et l'autre maîtriser le terrain.

#### Lundi 11 août

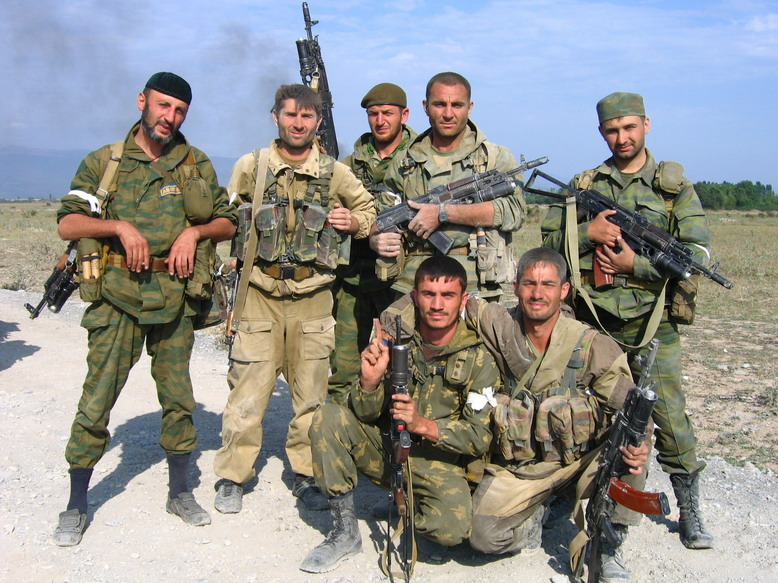
Soldats russes du bataillon Vostok en Ossétie du Sud.

La Russie continue son opération militaire, en contestant le cessez-le-feu et le retrait des troupes géorgiennes. La Russie a en outre renforcé sa présence militaire en Abkhazie, et compterait plus de 9 000 hommes et 350 blindés dans cette région, d'après l'agence de presse Interfax. La perte de deux autres Su-25 russes a été confirmée. Le président américain George W. Bush condamne « fermement » les bombardements hors de l'Ossétie du Sud, et Dick Cheney déclare que les États-Unis « étaient solidaires de la Géorgie et que l'agression russe, non seulement contre des soldats, mais aussi contre des civils, ne resterait pas sans réponse ». Le port de Poti, siège de la marine géorgienne, est pris sans combat par l'armée russe alors que les principales unités géorgiennes sont en pleine déroute. Sur le front abkhaze, la base militaire de Senaki est prise presque sans combats par les parachutistes russes. Deux hélicoptères géorgiens sont abattus dans l'offensive. Ce mouvement permet de menacer les arrières des forces géorgiennes qui occupent encore la vallée de Kodori.
En fin de journée, la Géorgie accuse la Russie d'envahir son territoire,.
Selon le porte-parole de la diplomatie russe Boris Malakhov, « la présence militaire russe en Ossétie du Sud ne sera pas réduite avant le retrait intégral des troupes géorgiennes du territoire sud-ossète ». À l'ONU, un plan de paix préparé par les États-Unis et l'Europe a été rejeté par la Russie, celle-ci expliquant « Nous avons des exigences : le retrait des Géorgiens d'Ossétie du Sud, et l'engagement de non-recours à la force de la part de Tbilissi en Ossétie du Sud ou en Abkhazie ».

#### Mardi 12 août
Moscou annonça un chiffre de 1 600 victimes civiles en Ossétie du Sud. Des observateurs confirmeront ce chiffre. Plus de 34 000 Sud-Ossètes auraient quitté la région, et 74 soldats de la paix russes ont trouvé la mort.
Les combats du jour voient la désintégration de l'armée géorgienne. Le matin, les troupes qui défendaient la vallée de Kodori, coupée de leur base de Senaki depuis la veille, sont rapidement et facilement submergés par les Russes et les Abkhazes. Enfin, vers 17 heures, les troupes géorgiennes encore en état de combattre devant Gori s'enfuient en désordre et abandonnent le reste de leur matériel.
En fin de matinée, le président de la Russie annonce la décision de terminer l'opération militaire comme ayant atteint tous ses objectifs. Les « forces de maintien de la paix » resteront sur le territoire d'Ossétie du Sud pour garantir un cessez-le-feu.
Cependant, dans l'après-midi, le gouvernement géorgien affirme que des bombardements continuent en Géorgie et annonce le retrait de son pays de la CEI.
La fédération de Russie a arrêté son avancée en Géorgie, sur ordre de son président, lequel déclare que son armée a atteint tous ses objectifs. Mais, pour protéger l'Ossétie du Sud et l'Abkhazie (toujours selon le président russe), les troupes resteront où elles sont jusqu'à la stabilisation de la situation, tandis que la médiation du président français Sarkozy pour un plan de paix de l'UE est acceptée par les deux parties.
Nicolas Sarkozy et Dmitri Medvedev arrivent à formuler un plan de paix en six points, :
1. le non-recours à la force armée ;
2. la cessation des opérations militaires ;
3. le libre accès à l'aide humanitaire ;
4. le retour des troupes géorgiennes dans leur lieu de cantonnement habituel ;
5. le retrait des troupes russes sur les lignes antérieures au déclenchement des hostilités ; dans l'attente d'un mécanisme international, les forces de paix russes mettront en œuvre des mesures additionnelles de sécurité ;
6. le lancement de discussions internationales sur le statut de l'Ossétie du Sud et de l'Abkhazie et leur sécurité.

Dans la nuit du 12 au 13 août, le point no 6 est rejeté par le président géorgien, cette modification ayant été acceptée par le président russe. Des phrases de ce plan de paix aux formulations assez ambiguës sont interprétées de manières différentes par les deux parties.
Cinq villages en Ossétie du Sud peuplés de Géorgiens autour de Tskhinvali ont été détruits à 50 % par des milices ossètes entre les 10 et 22 août,.

#### Mercredi 13 août
En fin de matinée, les présidents de cinq pays d'Europe de l'Est — la Pologne, l'Ukraine et les trois États baltes — se rendent à Tbilissi pour soutenir la Géorgie.
Dans l'après-midi, une rumeur fait état d'une colonne de chars russes faisant route vers la capitale de la Géorgie, Tbilissi, en dépit du cessez-le-feu conclu sous l'égide de Sarkozy et de la présence d'unités de l'armée russe à Gori. L'avancée vers Tbilissi n'est cependant qu'une rumeur car les troupes russes cessent leur avancée peu après la prise de Gori et de sa base militaire.
La dizaine de navires militaires géorgiens présents à Poti, surtout de petits patrouilleurs, sont sabordés par les forces russes le 13 août. Quatre ont totalement coulé, les autres à moitié. De nombreux équipements sont pris par les Russes.
Pour éviter les conflits ultérieurs, Moscou propose de rediscuter le statut de ce territoire séparatiste géorgien au niveau international. Mais Tbilissi exclut toute discussion à ce sujet.
Les dirigeants d'Abkhazie et d'Ossétie du Sud signent le plan de paix de six points élaboré par Sarkozy et Medvedev.

#### Jeudi 14 août
Les républiques séparatistes d'Ossétie du Sud et d'Abkhazie approuvent le plan de paix de l'UE. Les forces russes neutralisent le matériel militaire géorgien sur plusieurs sites et bases militaires. Le Parlement géorgien vote en ce jour la sortie unilatérale de la CEI, qui prend effet immédiatement.

### Deuxième semaine

#### Vendredi 15 août
Le plan de cessez-le-feu est signé par la Géorgie. Cependant, la question de l'Ossétie et celle de l'Abkhazie demeurent ouvertes. Le président géorgien, Saakachvili, s'opposant toujours à ce qu'une « part significative » de son pays reste occupée par la Russie.

#### Samedi 16 août
L'armée russe affirme avoir mis la main sur plus de cent blindés géorgiens, dont 65 chars et cinq véhicules armés de missiles sol-air, dans la « zone de conflit entre la Géorgie et l'Ossétie du Sud ». Elle reste déployée entre Gori et Tbilissi.
Dimitri Medvedev signe l'accord de cessez-le-feu.
Un pont ferroviaire stratégique est détruit à Kaspi à 12 h 20, à environ 45 km à l'Ouest de Tbilissi. La Géorgie accuse la Russie de cet acte coupant les liaisons ferroviaires entre l'est et l'ouest de son territoire, l'armée russe dément. En réaction, l'Azerbaïdjan suspend ses exportations de pétrole via des ports de la Géorgie.

#### Dimanche 17 août
D'après le quotidien américain The New York Times, l'armée russe aurait déployé des missiles SS-21 en Ossétie du Sud, ce que l'administration américaine interpréterait plus comme une démonstration de force que comme un indice d'une volonté d'invasion.
Les diplomaties américaine et européennes argumentent, menacent et « haussent le ton » afin d'obtenir un retrait rapide des forces russes du territoire géorgien, et le président russe annonce à Nicolas Sarkozy que lundi 18 août marquera le début du « retrait du contingent militaire envoyé en renfort aux forces de maintien de la paix russes à la suite de l'agression géorgienne contre l'Ossétie du Sud. »

#### Lundi 18 août
D'après les autorités russes, le contingent se replie mais des témoins géorgiens et les autorités américaines prétendent le contraire.

#### Mardi 19 août
Les vingt-six ministres des affaires étrangères des pays membres de l'OTAN se retrouvent à Bruxelles, pour une réunion convoquée à la demande de Washington.
La secrétaire d'État américaine, Condoleezza Rice, souhaiterait que les pays de l'OTAN réaffirment les perspectives d'adhésion à l'alliance de la Géorgie et de l'Ukraine, afin d'empêcher Moscou d'atteindre son « objectif stratégique », à savoir l'arrêt de l'élargissement de l'OTAN dans « sa zone d'influence ». Moscou et l'OTAN se menacent de « conséquences ».
La Russie rejette le projet de résolution de l'ONU au motif qu'il ne mentionne pas spécifiquement les six points de l'accord de paix accepté par Tbilissi et Moscou. Le président russe annonce que le retrait des troupes russes (conforme à l'accord de paix) sera achevé jeudi 21 ou vendredi 22 août.
Un premier échange de prisonniers, quinze Géorgiens contre cinq Russes, a lieu à une quarantaine de kilomètres de Tbilissi sous la médiation de l'ambassadeur de France.

#### Mercredi 20 août
La propagande de guerre continue. Moscou annonce que ses troupes se replient, mais d'après le ministère géorgien de l'Intérieur « aucun char, aucun soldat russe n'a quitté la Géorgie », et d'après une dépêche de l'AFP, les militaires russes fortifient leurs positions à l'aide de blocs en béton sur les points de contrôle autour de la ville de Gori. Les Russes quant à eux reprochent à la Géorgie de poursuivre la consolidation de ses forces armées autour de l'Ossétie du Sud.

#### Jeudi 21 août
Un meeting est organisé à Tskhinvali par le président de l'Ossétie du Sud, Edouard Kokoïty. Celui-ci y réaffirme sa volonté d'une Ossétie indépendante qui comprendrait et l'Ossétie du Sud (de jure géorgienne, 70 000 habitants) et l'Ossétie du Nord (russe, 300 000 habitants), et demande l'accord de Moscou. Par ailleurs, les Russes suspendent leur coopération militaire avec l'OTAN, l'accusant d'avoir « provoqué » le conflit.

### Troisième semaine

#### Vendredi 22 août
Moscou affirme avoir retiré ses troupes ainsi que le spécifiait le plan de paix, tandis que Washington et Paris affirment le contraire. Le porte-parole du ministère de l'intérieur géorgien déclare : « En ce qui concerne le district de Gori, je peux confirmer que les forces russes ont accéléré le rythme de leur retrait. Malheureusement je ne peux pas dire la même chose au sujet de la Géorgie occidentale, où nous ne voyons aucun repli ». Les forces russes entendraient garder le contrôle « permanent » de certaines « zones tampons » entre l'Ossétie du Sud et la Géorgie, « permanence » qui ne serait pas acceptée par des gouvernements européens.
Le vice-ministre géorgien de la Défense, Batou Koutelia, reconnaît dans un entretien, publié vendredi par le quotidien londonien Financial Times, que son pays ne s'attendait pas à la réplique militaire de la Russie.

#### Samedi 23 août
Moscou d'un côté, Washington, Paris et Londres de l'autre, s'opposent toujours sur la conformité du retrait russe avec le plan de paix. L'OTAN proteste officiellement auprès de la Russie.

#### Dimanche 24 août
La même opposition persiste entre les capitales occidentales et Moscou au sujet du retrait des troupes russes, notamment autour du port de Poti. Moscou accuse la Géorgie de masser des troupes à la frontière de l'Ossétie du Sud, tandis que la Géorgie accuse la Russie d'avoir saboté des infrastructures civiles et militaires géorgiennes avant le départ de ses troupes. C'est alors qu'arrive, dans le port géorgien de Batoumi (au sud-ouest), un destroyer américain chargé de matériel humanitaire, ainsi que d'une dizaine d'avions militaires américains acheminant de l'aide humanitaire.

#### Lundi 25 août
Les parlements de l'Ossétie du Sud et de l'Abkhazie demandent officiellement à Moscou de reconnaître leur indépendance. Réunis lundi en session extraordinaire, le Conseil de la fédération et la Douma approuvent la demande de reconnaissance adressée au président Medvedev. La Douma a appelé les pays de l'ONU et les organisations internationales à reconnaître l'indépendance de l'Abkhazie et de l'Ossétie du Sud vis-à-vis de la Géorgie. Les États-Unis qualifient ce vote d'« inacceptable », et le président Bush déclare : « J'appelle les dirigeants de la Russie à être fidèles à leurs engagements de ne pas reconnaître ces régions séparatistes ».

#### Mardi 26 août
Le président russe signe les décrets sur la reconnaissance de l'indépendance de l'Ossétie du Sud et de l'Abkhazie. La Géorgie dénonce une « annexion ». Dmitri Medvedev déclare : « Tbilissi [capitale de la Géorgie] a fait son choix dans la nuit du 7 au 8 août. Saakachvili a choisi le génocide pour atteindre ses objectifs politiques », puis « il a ainsi fait une croix sur tous les espoirs de cohabitation pacifique des Ossètes, Abkhazes et Géorgiens dans un même État », ainsi que « nous comprenons qu'après ce qui s'est passé à Tskhinvali et ce qui était planifié en Abkhazie, les peuples d'Ossétie du Sud et d'Abkhazie ont le droit de décider eux-mêmes de leur sort ». Plus tard, après que de nombreuses capitales occidentales (de l'UE et des États-Unis), l'OTAN et l'OSCE aient condamné cette décision, le président russe déclare : « nous n'avons peur de rien, y compris d'une guerre froide. Bien sûr, nous ne la voulons pas. Si les Occidentaux veulent conserver de bonnes relations avec la Russie, ils comprendront les raisons de notre décision ».

#### Mercredi 27 août
Dans le Financial Times, Dmitri Medvedev publie une tribune dans laquelle il estime que la reconnaissance de cette indépendance est « fondée sur le droit international »,.

#### Jeudi 28 août
À la suite du décret présidentiel russe reconnaissant l'indépendance de l'Ossétie du Sud et de l'Abkhazie, et à l'article publié la veille par le président russe Dmitri Medvedev, le président géorgien fait paraître une tribune dans le Financial Times, où il dénonce la tentative russe de « redessiner la carte de l'Europe par la force ».
Les pays membres de l'OCS — la Chine, la Russie et quatre des cinq ex-républiques soviétiques d'Asie centrale : Kazakhstan, Kirghizistan, Ouzbékistan, Tadjikistan — apportent leur soutien à la Russie dans un communiqué signé par leurs présidents au cours d'un sommet régional, en soulignant le « rôle actif » de la Russie dans la « résolution » du conflit avec la Géorgie.

### Quatrième semaine

#### Vendredi 29 août
La décision russe, outre les protestations et inquiétudes des pays occidentaux,, semble embarrasser nombre de pays et aucun membre de l'ONU ne reconnaît encore l'indépendance de l'Ossétie du Sud ni de l'Abkhazie, certains y voyant un dangereux précédent de scission de leur propre territoire.
La Géorgie décide de rompre ses relations diplomatiques avec la Russie, ce que cette dernière déclare regretter, disant qu'alors « il sera difficile de nous informer mutuellement de nos points de vue ».

#### Dimanche 31 août
Dans une interview diffusée par les chaînes russes de télévision, le président russe Medvedev détaille les « cinq principes » fondateurs de la politique étrangère russe :
1. « primauté » du droit international ;
2. « multipolarité » du monde ;
3. désir « d'éviter les conflits et l'isolement » ;
4. « défense de la vie et de la dignité des citoyens russes où qu'ils se trouvent ; protection des entrepreneurs à l'étranger » ;
5. reconnaissance pour la Russie de « zones de ses intérêts privilégiés ».

#### Lundi1erseptembre
À l'approche de la réunion des dirigeants européens dans l'après-midi, à Bruxelles, appelés à se prononcer sur l'avenir des relations de la Russie et de l'Union européenne (UE) à la lumière de la crise géorgienne, Vladimir Poutine, déclare : « si les États européens veulent servir les intérêts de politique étrangère des États-Unis, ils n'y gagneront rien » et souligne que l'Europe a beaucoup à perdre, soit « le pétrole, le gaz, la pétrochimie, le bois, divers métaux, les engrais chimiques (…) » et que la Russie est un marché « fiable et important » pour les exportateurs européens. Et il laisse entendre que la Russie pourrait cesser sa coopération sur le dossier du nucléaire iranien. Le chef de la diplomatie russe, Sergueï Lavrov, aurait écrit dans le journal allemand Handelsblatt : « nous tiendrons tous les engagements prévus par le plan Medvedev-Sarkozy, dans la forme où ils ont été approuvés, et non pas selon l'interprétation qu'en fait Saakachvili, qui a déclenché cette guerre ».
Le président russe déclare le soir dans un entretien télévisé ne plus considérer Saakachvili comme président géorgien en le qualifiant de « cadavre politique ».
À la suite de leur réunion, les chefs d'État et de gouvernement de l'UE décident de reporter les prochaines réunions prévues pour négocier un accord de partenariat renforcé avec la Russie « tant que le retrait des troupes [russes déployées en Géorgie] n'aura pas été respecté ». José Barroso et Sarkozy, accompagnés du diplomate en chef de l'UE, Javier Solana, annoncent qu'ils se rendront le 8 septembre à Moscou et à Tbilissi pour tenter de progresser vers un règlement du conflit, et tenter notamment d'obtenir un retrait des troupes russes, et déclarent : « il faut donner sa chance à la diplomatie le 8 septembre. Si ça marche, l'UE aura prouvé son efficacité ; si cela ne marche pas, on se réunira et on prendra d'autres décisions, mais il faut graduer les choses ». L'UE se dit alors prête à apporter à la Géorgie une « aide à la reconstruction » qui passerait par une conférence internationale de donateurs, le « renforcement » des relations UE-Géorgie, à travers la facilitation de visas et « la mise en place d'une éventuelle zone de libre-échange ». Le fait que le président en exercice du Conseil européen (Nicolas Sarkozy) ait estimé que la Russie était « dans son droit d'exprimer » le choix d'une reconnaissance des deux régions séparatistes peut être interprété comme un indice qu'il a fait son deuil d'une marche arrière de Moscou.
L'ambassadeur de Russie à Bruxelles, Vladimir Tchijov, déclare qu'il ne fallait pas « dramatiser » puis indique : « nous n'avons pas besoin de ces négociations et de ce nouveau traité » de coopération renforcée avec l'UE,.

#### Mardi 2 septembre
À la suite du sommet de l'UE, la Russie et la Géorgie affichent leur satisfaction. Vladimir Poutine affirme que la Russie va réagir avec « calme, sans aucune hystérie » au renforcement de la présence navale de l'OTAN en mer Noire.

#### Mercredi 3 septembre
Le parlement géorgien lève la loi martiale en Géorgie et décrète l'état d'urgence dans les zones occupées par l'armée russe.
George Bush annonce une aide humanitaire d'un milliard de dollars pour la Géorgie.
Le Nicaragua reconnaît l'indépendance des républiques séparatistes d'Ossétie du Sud et d'Abkhazie.

#### Jeudi 4 septembre
Le vice-président américain, Dick Cheney, après une étape en Azerbaïdjan la veille, vient soutenir à Tbilissi le président géorgien Mikhaïl Saakachvili.

## Bilan humain et financier et suites

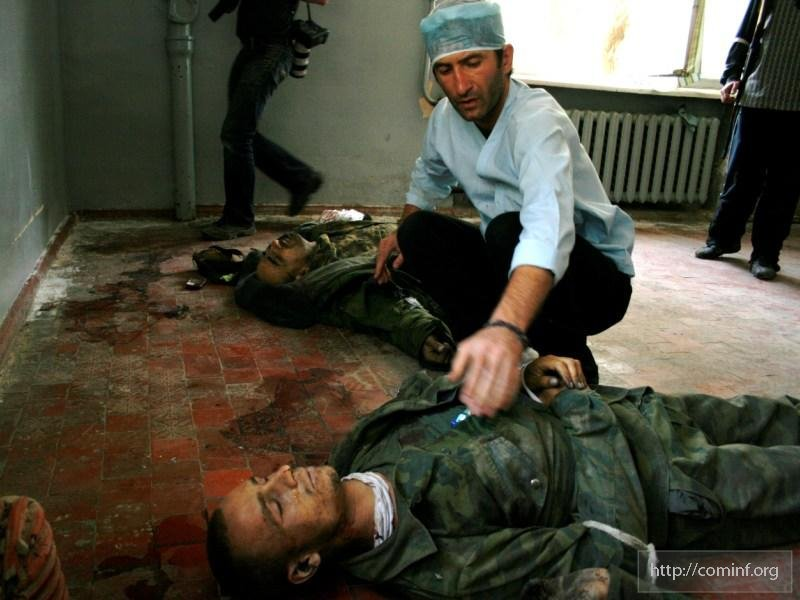
Miliciens sud-ossètes tués par les forces géorgiennes.

Le bilan des combats n'est pas établi avec certitude. Au 14 août 2008, selon des sources contradictoires, on compterait entre quelques centaines et 1 600 tués parmi les civils ossètes à la suite de l'invasion de l'armée géorgienne. La Géorgie « reconnaît avoir perdu 185 soldats, 14 policiers et 228 civils ». 64 soldats russes auraient perdu la vie durant le conflit. L'Ossétie du Sud indique la mort de 150 miliciens et de 365 civils (une commission d'enquête de la justice russe annonce 162 civils ossètes tués). Le bilan humain s'élève à 1008 victimes.
Selon le quotidien économique Vedomosti, la guerre et les subventions accordées ensuite à l’Ossétie du Sud ont coûté à la même date 19,5 milliards d’euros à la Russie. Le journal estime que pour chaque Ossète, il y a plus de 13 600 dollars d’aide russe.
On compterait 158 600 personnes déplacées : 30 000 personnes ont fui l'Ossétie du Sud vers l'Ossétie du Nord en Russie, plus de 12 000 autres se sont déplacées à l'intérieur même de la région autonome ossète, environ 15 000 ont fui les combats vers le sud, en Géorgie, tandis qu'environ 68 000 personnes se sont déplacées en Géorgie même, dont 56 000 habitants de Gori, la plus grande ville géorgienne proche de l'Ossétie du Sud, qui ont quitté la ville,.
La Géorgie introduit devant la Cour internationale de justice une instance contre la Russie pour « violations de la convention sur l'élimination de toutes les formes de discrimination raciale », en prenant prétexte des expulsions et prétendues exactions commises à l'encontre des Géorgiens vivant en Ossétie du Sud. De son côté, Moscou lance une enquête judiciaire pour "génocide" du peuple ossète par l'armée géorgienne.
Le 24 juin 2010, Irakli Porchkhidze, le secrétaire général adjoint du Conseil national de sécurité de Géorgie, déclare que la Russie ne respecte pas ses engagements. Environ dix mille militaires russes sont toujours en Géorgie et bloquent le retour des réfugiés ainsi que la mission des observateurs de l'Union européenne sur place.
Selon David Katsarava, ancien acteur et membre d'une milice citoyenne, les frontières avec les territoires occupés sont chaque jour un peu plus repoussées par les troupes russes et séparatistes, qui essaient de s'approprier certaines parcelles entières de terrain, telles des champs ou des rivières. Les frontières imposées par les occupants étant souvent arbitraires, allant jusqu'à couper certains villages en deux, ces délimitations causent un réel problème pour les civils, qui se voient dans l'obligation de traverser illégalement les frontières, d'un côté comme de l'autre, et de prendre le risque de se faire arrêter, pour aller voir leurs proches ou encore se doter de produits de première nécessité, comme des médicaments. D'autre part, les forces séparatistes procèdent souvent à des arrestations arbitraires de civils qu'ils jugent trop près des frontières. Ces arrestations sont relativement nombreuses, et les civils arrêtés se retrouvent obligés de payer une certaine somme d'argent en échange de leur libération.
Ces kidnappings illégaux constituent des atteintes aux droits de l'Homme.
D'après David Katsarava, le gouvernement géorgien fermerait les yeux sur ces agissements.
Dans un arrêt rendu le 21 janvier 2021, la Cour européenne des droits de l'Homme conclut que la Fédération de Russie s'est rendue coupable d'atteintes aux droits de l'Homme pendant et après le conflit et n'a pas respecté plusieurs articles de la Convention européenne des droits de l'Homme,.

## Programme subséquent de modernisation de l'armée russe
Bien qu'elle débouche sur une victoire russe, la guerre met en exergue une série de défauts organisationnels et de retards technologiques au sein de l'armée russe. D'abord, au niveau des systèmes de commandement et de contrôle, les Géorgiens, mieux équipés que leurs adversaires, parviennent à perturber les communications des Russes, contraignant les officiers à utiliser leurs téléphones portables personnels pour communiquer entre eux. Les Russes disposent en outre de très peu d'équipements de reconnaissance, drones ou satellites, ce qui les mène à tomber dans des embuscades géorgiennes ou à rencontrer par hasard des détachements géorgiens. Lors d'une de ces rencontres inattendues, le commandant de la 58e Armée russe, le général Khroulev, est blessé. Le blindage russe se révèle aussi être un problème, puisque nombre de véhicules blindés ne peuvent pas résister aux roquettes anti-chars, aux mines ou aux munitions anti-char de petits calibres. Une part des briques de blindage réactif des chars russes sont en plus vides, ce qui les rend complètement inutiles.
En réaction à ces nombreux défauts, le ministre de la Défense Anatoli Serdioukov annonce en octobre 2008 une série de réformes de l'armée, initiant par là un programme de modernisation de l'armée russe s'étendant sur plusieurs décennies.

## Réactions internationales

### Réaction des États-Unis

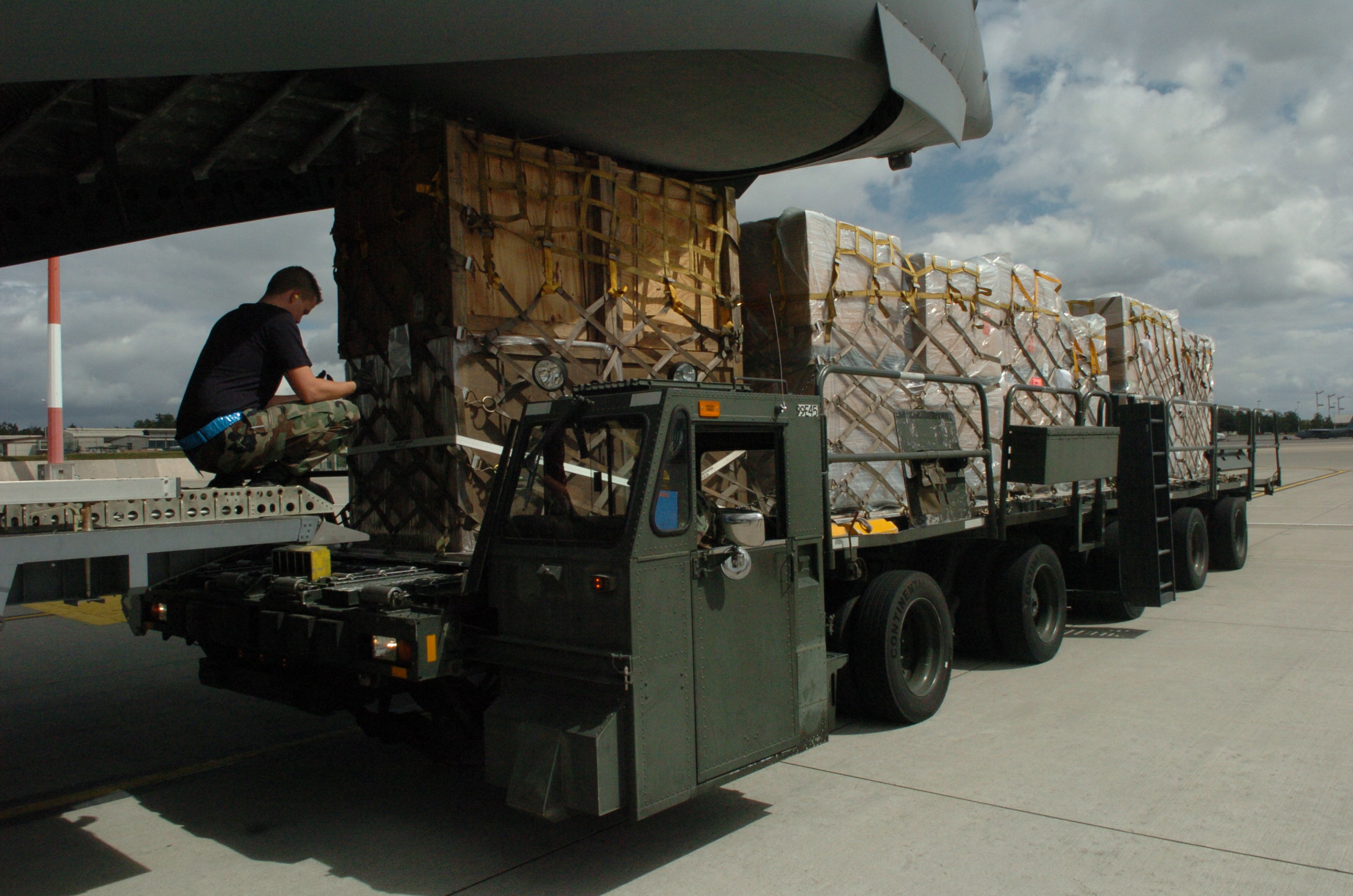
Embarquement d'aide humanitaire à destination de la Géorgie sur la base aérienne de Ramstein à bord d'avions-cargos de l'United States Air Force (USAF) le 13 août 2008.

- Le 9 août, le président des États-Unis, George W. Bush, soutien de Saakachvili, réclame l'arrêt immédiat des combats et le retour au statu quo ante bellum[150].
- Le vice-président des États-Unis, Dick Cheney, déclare que « la réaction disproportionnée de la Russie ne resterait pas impunie ».
- Le Premier ministre russe, Vladimir Poutine, déclare lundi à Moscou que les États-Unis font obstacle à l'opération de maintien de la paix en Ossétie du Sud, en transférant par voie aérienne le contingent géorgien de 2 000 hommes en provenance d'Irak[151].
- Le président de la Douma, Boris Gryzlov, estime que la situation en Ossétie du Sud est étroitement liée à la présidentielle américaine et que John McCain utilise l'aggravation du conflit osséto-géorgien pour prendre de l'avance sur son adversaire dans la course électorale[152].
- Un pont aérien humanitaire de l'USAF se met en place.
- Le 15 août, George Bush dépêche son secrétaire d'État, Condoleezza Rice, afin de clarifier l'article 5 du cessez-le-feu proposé par Sarkozy ; cet article, jugé trop ambigu par Washington, permettant de justifier des opérations militaires russes en territoire géorgien[153].
- Le 24 août, les États-Unis envoient en Géorgie « un navire de guerre américain chargé de matériel humanitaire »[154].
- Le 3 septembre, le gouvernement américain prévoit de donner un milliard de dollars à la Géorgie pour l'aide humanitaire et la reconstruction[155].
- La Maison-Blanche annonce ensuite qu'elle ne soumettrait pas au Congrès l'accord de coopération civile nucléaire signé avec la Russie quatre mois plus tôt, au bout de deux ans de négociations[156].

### Réactions européennes
- Le 10 août 2008, la présidence de l'UE « appelle toutes les parties à la cessation immédiate des hostilités et à la reprise sans délai des négociations, afin de permettre une solution politique à la crise, dans le respect de la souveraineté et de l'intégrité territoriale de la Géorgie[157] ».

- Fin août-début septembre, l'UE décide de geler les pourparlers sur le nouveau partenariat stratégique avec Moscou[158],[159]. Les Vingt-Sept, et en particulier la Grande-Bretagne, la Pologne et les pays baltes, condamnent « fermement » la décision du président Medvedev de reconnaître unilatéralement l'indépendance de l'Abkhazie et de l'Ossétie du Sud[158],[159].

- Le ministre des Affaires étrangères suédois Bildt déclare imprudemment le 9 août que la Russie commet une « agression incompatible avec le droit international. Nous avons des raisons de nous rappeler comment Hitler, il y a un peu plus d'un demi-siècle, a utilisé une telle doctrine pour saper et attaquer des zones considérables d'Europe centrale[160] ».

- L'OSCE déclare, le 9 août, que la Russie n'est plus un médiateur dans le conflit[161].

- Le président de la République française, Nicolas Sarkozy, demande la « cessation immédiate des hostilités » dans un communiqué diffusé le 14 août 2008[162]. La France réitère son attachement à la souveraineté et à l’intégrité territoriale de la Géorgie dans ses frontières internationalement reconnues[163].

- Les trois pays baltes et la Pologne, traditionnellement peu enclins à la sympathie envers Moscou, appellent l'UE et l'OTAN à s'opposer à la « politique impérialiste » de la Russie[164].

- L'Ukraine, soutenue par les États-Unis et en hostilité avec Moscou, déclare le 10 août que si le conflit continue, les Russes ne pourront pas rentrer dans leur base navale de Sébastopol et menace d'une réaction armée. Le 13 août, la présidence ukrainienne impose par décret des restrictions sur les mouvements de la flotte russe de la mer Noire basée en Ukraine[165]. Le 14 août, une proposition de loi dénonçant l'accord de création de la CEI est déposée[166].

- La Russie, qui s’est impliquée dans le règlement du conflit en Ossétie du Sud, a fait preuve de « calme », de « sagesse » et d’« élégance », déclare le 19 août le président biélorusse Loukachenko lors d'un entretien avec son homologue russe Medvedev.

- Dans un entretien publié par La Stampa le 11 août, le ministre des Affaires étrangères italien Frattini met en garde contre la constitution d'une « coalition européenne anti-russe[167] ».

- Les présidents des conseils de coordination des amicales russes de la diaspora dans les pays membres de l'UE adressent une lettre ouverte aux responsables de l'Union européenne et du Parlement européen, dénonçant la couverture partiale des médias européens, accusés de présenter à tort la situation comme une agression de la Russie contre la Géorgie[168].

- La Russie et l'OTAN décident de geler leur coopération militaire jusqu'à ce que la crise en Géorgie soit « résolue[169],[170] ».

- Les pays membres de la CEI manifestent un soutien mesuré envers la Russie et, à la date du 3 septembre 2008, n'ont pas reconnu les deux provinces sécessionnistes de la Géorgie. Cette prudence peut être interprétée comme une crainte qu'ainsi qu'en Géorgie, il y ait un accroissement de l'interventionnisme de la Russie sur leur territoire[171].

- L'Ukraine utilise cette guerre comme argument pour appuyer sa demande d'intégration à l'UE : « avec ce qui se passe en Géorgie, ce sommet [UE-Ukraine prévu le 9 septembre à Évian] se doit d'être un succès » et donner « le signal politique que l'avenir de l'Ukraine est dans l'UE », déclare, jeudi 28 août, le vice-ministre ukrainien des Affaires étrangères, Konstantin Elisseïev[172],[173].

- Une mission d'enquête internationale indépendante sur le conflit en Géorgie est mise en place par l'Union européenne, dirigée par la diplomate suisse Heidi Tagliavini, qui fut représentante du secrétaire général de l'ONU pour la Géorgie et l'Abkhazie de 2002 à 2006, secondée par Uwe Schramm (de), ancien ambassadeur allemand auprès de la Géorgie. L'ancien ministre des Affaires étrangères allemand Joschka Fischer est conseiller de cette commission. Cette mission devait initialement rendre son rapport en juillet 2009, mais la date est repoussée à septembre 2009. Selon l'hebdomadaire allemand Der Spiegel, le rapport en cours d'écriture en mars 2009 montrerait que M. Saakachvili aurait planifié l'attaque avant le 7 août, infirmant sa ligne de défense avancée à partir du 9 août, selon laquelle la Géorgie n'aurait que réagi à une agression russe[174]. Ceci est confirmé à la sortie du rapport qui accuse la Géorgie d'avoir déclenché un violent conflit pour s'emparer de l'Ossétie du Sud, sans pour autant exempter la Russie, accusée d'avoir soufflé sur les braises dans les semaines précédentes et d'être intervenue au-delà de l'Ossétie du Sud[175],[176].

### Réactions du reste du monde
- Le ministère des Affaires étrangères de l'Iran déclare le 10 août être préoccupé par ces tensions et demande aux deux parties un cessez-le-feu immédiat pour éviter les victimes innocentes, le ministère affirme qu'il est prêt à donner toute aide possible qui pourra relancer le dialogue[177].

- Au cours de sa visite rendue le 21 août en Russie, le président syrien Bachar el-Assad soutient fermement l'opération militaire russe en Géorgie: il estime notamment que « la réaction militaire russe était une réponse à la provocation géorgienne » et ajoute qu'il a apprécié « le courage de la Russie, qui a accepté les initiatives internationales et a décidé de retirer ses troupes de la zone du conflit[178] » en Géorgie.

## Analyses des médias

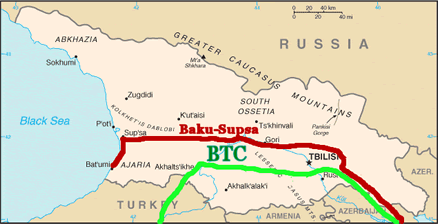
Les oléoducs traversant la Géorgie.

Le président de l'Association nationale russe des travailleurs de la télévision, Edouard Sagalaïev, déclare le lundi 11 août à l'agence de presse russe RIA Novosti être choqué par la manière dont les médias occidentaux couvraient les événements dans la zone du conflit osséto-géorgien, les accusant de propagande.
Laure Mandeville, journaliste au quotidien français Le Figaro, peu favorable à la Russie, met en parallèle le conflit entre la Géorgie et la Russie avec les récentes tensions dans les ex-républiques soviétiques d'Ukraine (« guerre du gaz » en janvier 2006) ou de Moldavie (statut de la Transnistrie), accusant la Russie de punir les ex-républiques qui chercheraient à se rapprocher de l'Occident.
Marie Jégo, correspondante à Moscou du quotidien Le Monde, propose une analyse avançant qu'il s'agissait pour Moscou de reconquérir une région importante à trois titres : énergétique, politique et géostratégique. Elle souligne que la Géorgie, traversée par plusieurs oléoducs et gazoducs (dont l'oléoduc Bakou-Tbilissi-Ceyhan) est devenue le point de passage obligé des hydrocarbures en provenance de la mer Caspienne et à destination de l'Europe. Plus largement, la région est selon elle devenue une zone de fracture entre deux axes opposés : Moscou-Erevan-Téhéran et Washington-Ankara-Tbilissi-Bakou. Jean-Michel Bezat, journaliste dans ce même quotidien, publie une analyse similaire deux semaines plus tard, « nuancée » par l'avis de « certains experts jugeant la diplomatie européenne trop agressive ».
Dans son éditorial du 27 août, Le Monde écrit, entre autres, « Aujourd'hui, le gaz et le pétrole nourrissent un nationalisme russe revanchard, qui n'a qu'un objet : refaire l'empire défait. »
Selon Jacques Hubert-Rodier, éditorialiste dans Les Échos, la Russie verrait dans une éventuelle adhésion de la Géorgie (et de l'Ukraine) à l'OTAN, une tentative d'« encerclement » de la Russie dans une sorte de « cordon sanitaire », en considérant le régime de Saakachvili comme « marionnette » des États-Unis. Mais malgré les leviers d'influence que la Russie peut déployer, sa politique extérieure, serait avant tout réactive face aux avancées de l'OTAN, face encore à la reconnaissance de la souveraineté du Kosovo par la plupart des puissances occidentales.
Elena Petrova, dans l'hebdomadaire russe Itogui (traduit dans Courrier international), souligne que pour les États-Unis la région du Caucase est un « corridor essentiel pour le passage du pétrole de la mer Caspienne » et une « parfaite base arrière pour de futures opérations militaires contre la Syrie et l'Iran ». La journaliste estime ensuite que la situation de conflit gelé convenait très bien au Kremlin, mais qu'il « ne s'est pas donné le choix » dans cette affaire pour avoir délivré, « au cours des dernières années, des passeports russes aux habitants des républiques séparatistes du Caucase, s'engageant ainsi à assurer leur sécurité », elle estime également que Moscou ne pouvait pas ne pas réagir au « massacre de soldats de maintien de la paix russes », et que la « grande majorité des Russes » ayant le sentiment d'appartenir à un « grand et puissant pays », ils n'auraient pas compris l'inaction de leur pays. La journaliste écrit que « le vrai problème est que la détermination de la Russie peut attiser de nombreux conflits larvés dans son propre espace caucasien ».
Vlaadislav Inozemtsev, dans le quotidien russe Nezavissimaïa Gazeta (Независимая газета, traduit dans Courrier international), estime que « nous avons assisté cette fois à une intervention humanitaire russe bien menée, légitimée par une référence au mandat des forces de maintien de la paix accordé en son temps par l'ONU » et que « la Russie a repris à son compte la théorie préférée des États-Unis concernant les frappes préventives » car « la plupart » des sites militaires géorgiens visés « auraient pu servir à agresser les forces russes », puis il écrit que « pareille logique est calquée sur celle des Israéliens, qui avaient détruit en 1981 un réacteur nucléaire irakien, ou des Américains, qui ont opté pour cette tactique en Irak en 2003 ».